# (7321) Minervahoyt
(7321) Minervahoyt es un asteroide perteneciente al cinturón de asteroides, descubierto el 25 de junio de 1979 por Eleanor F. Helin y el también astrónomo Schelte John Bus desde el Observatorio de Siding Spring, Australia.

## Designación y nombre
Designado provisionalmente como 1979 MZ2. Fue nombrado  por Minerva Hamilton Hoyt (1866-1945) quien fue una activista estadounidense. Abogó por las regiones y plantas desérticas, educando a personas de todo el país. Gracias a sus esfuerzos, California creó los parques Joshua Tree, Valle de la Muerte y Anza-Borrego. Más de 2,5 millones de personas visitan el parque Joshua Tree cada año.

## Características orbitales
Minervahoyt está situado a una distancia media del Sol de 2,532 ua, pudiendo alejarse hasta 2,752 ua y acercarse hasta 2,313 ua. Su excentricidad es 0,087 y la inclinación orbital 2,291 grados. Emplea 1472,02 días en completar una órbita alrededor del Sol.

## Características físicas
La magnitud absoluta de Minervahoyt es 13,79. Tiene 5,223 km de diámetro y su albedo se estima en 0,258.